# Manto (ort)
Manto är en ort i Honduras.   Den ligger i departementet Departamento de Olancho, i den centrala delen av landet, 130 km nordost om huvudstaden Tegucigalpa. Manto ligger 658 meter över havet och antalet invånare är 1 098.
Terrängen runt Manto är kuperad. Runt Manto är det ganska glesbefolkat, med 27 invånare per kvadratkilometer. Närmaste större samhälle är Jano, 19,4 km nordväst om Manto. 